# Rhetorica ad Herennium
Rhetorica ad Herennium је најстарији сачувани латински уџбеник реторике, око 85. године пне. Делови говорничке уметности који потичу из грчке теорије (налажење, инвенција, подела, израз, меморија, изношење) претресају се за све три главне врсте говора и објашњавају примерима узетим из савремене судске праксе. Стил је без много претензија и јасан. Цицерон (под чијим је именом ово дело познато) служио се обилно овим уџбеником за реторичко дело које је написао у младости (De inventione).